# Winnie Mandela (film)
Winnie Mandela è un film del 2011 scritto e diretto da Darrell Roodt, con protagonisti Terrence Howard e Jennifer Hudson, rispettivamente nei ruoli di Nelson Mandela e Winnie Madikizela-Mandela.

## Trama
La vita di Winnie Madikizela-Mandela, dalla sua infanzia, passando per l'adolescenza, fino ad arrivare al matrimonio con politico Nelson Mandela e la sua prigionia.

## Soggetto
La pellicola è la trasposizione cinematografica della biografia Winnie Mandela: A Life, scritta da Anne Marie du Preez Bezdrob sulla vita di Winnie Madikizela-Mandela, ex-moglie di Nelson Mandela.

## Produzione
Il budget del film si aggira intorno ai 15 milioni di dollari. Le riprese del film sono iniziate nell'aprile 2010 e sono terminate il 31 maggio seguente e si sono svolte principalmente nel Sudafrica, tra le città di Johannesburg, Città del Capo e Robben Island, mentre qualche scena è stata girata anche in Canada, a Montréal.

## Distribuzione
La pellicola inizialmente viene distribuita con semplice titolo Winnie, ma nell'agosto 2013 viene cambiato in Winnie Mandela grazie alla distribuzione negli Stati Uniti d'America. Il film è stato presentato al Toronto International Film Festival il 16 settembre 2011, e successivamente in altri festival cinematografici canadesi. La pellicola è stata distribuita nelle sale cinematografiche canadesi a partire dal 5 ottobre 2012, mentre in quelle statunitensi arriva il 6 settembre 2013.

### Divieto
Il film viene vietato ai minori di 18 anni negli Stati Uniti d'America per la presenza di violenza e linguaggio non adatto.

## Premi e riconoscimenti
- 2013 - Genie Award
  - Nomination al Miglior attore non protagonista per Elias Koteas